# Ferruccio Laviani

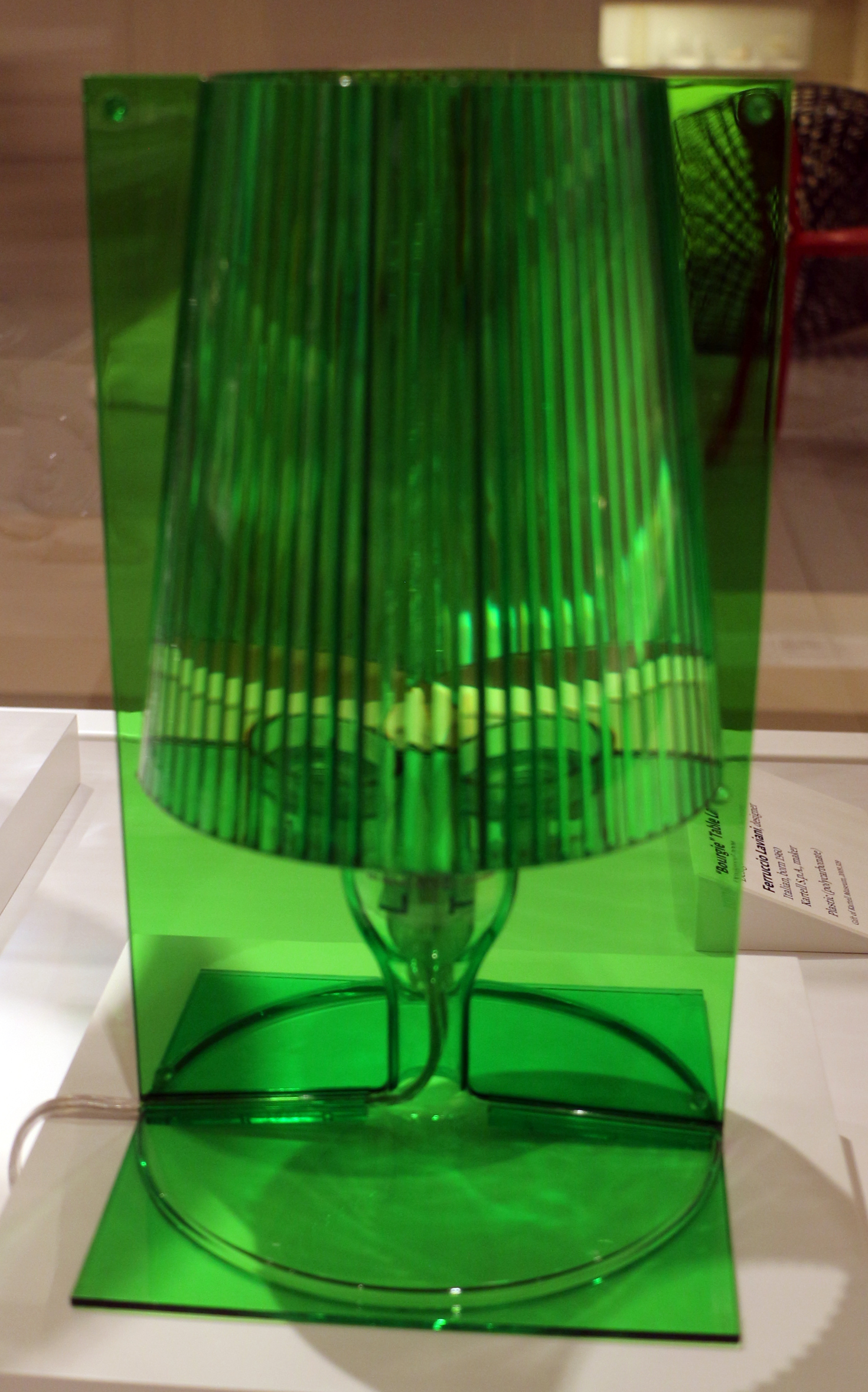
Take Lamp, pour Kartell, 2003

Ferruccio Laviani est un designer italien né en 1960. Son travail est émergent à partir des années 1990, dans le courant du Groupe de Memphis.
Architecte de formation, diplômé en 1978, il crée des objets de design industriel, principalement des lampes ou systèmes d'éclairage, employant notamment des matières plastiques transparentes colorées, comme le polycarbonate ou le PMMA (Plexiglass)
Il collabore avec la société Kartell dont qui produit plusieurs de ses créations, dont la Lampe Bourgie, ou la Table Max. Il en est le directeur artistique depuis 2015. Il collabore avec d'autres sociétés et designers comme Foscarini, Achille Castiglioni, et Ettore Sottsass.

## Ressources annexes
- Site officiel